# Чичов-Голяре
Чичов-Голяре (словац. Číčov - Holiare) — меліоративний канал; впадає у канал Чичов-Клижська Нема, протікає в окрузі Комарно.
Довжина приблизно 11.3 км. Витік знаходиться в Дунайській рівнині на висоті 118 метрів. Впадають канал Врбіна-Голяре і Чичовський канал.
Протікає територією сіл Чичов; Травник; Клижська Нема і Голяре.